# Bažanka vytrvalá

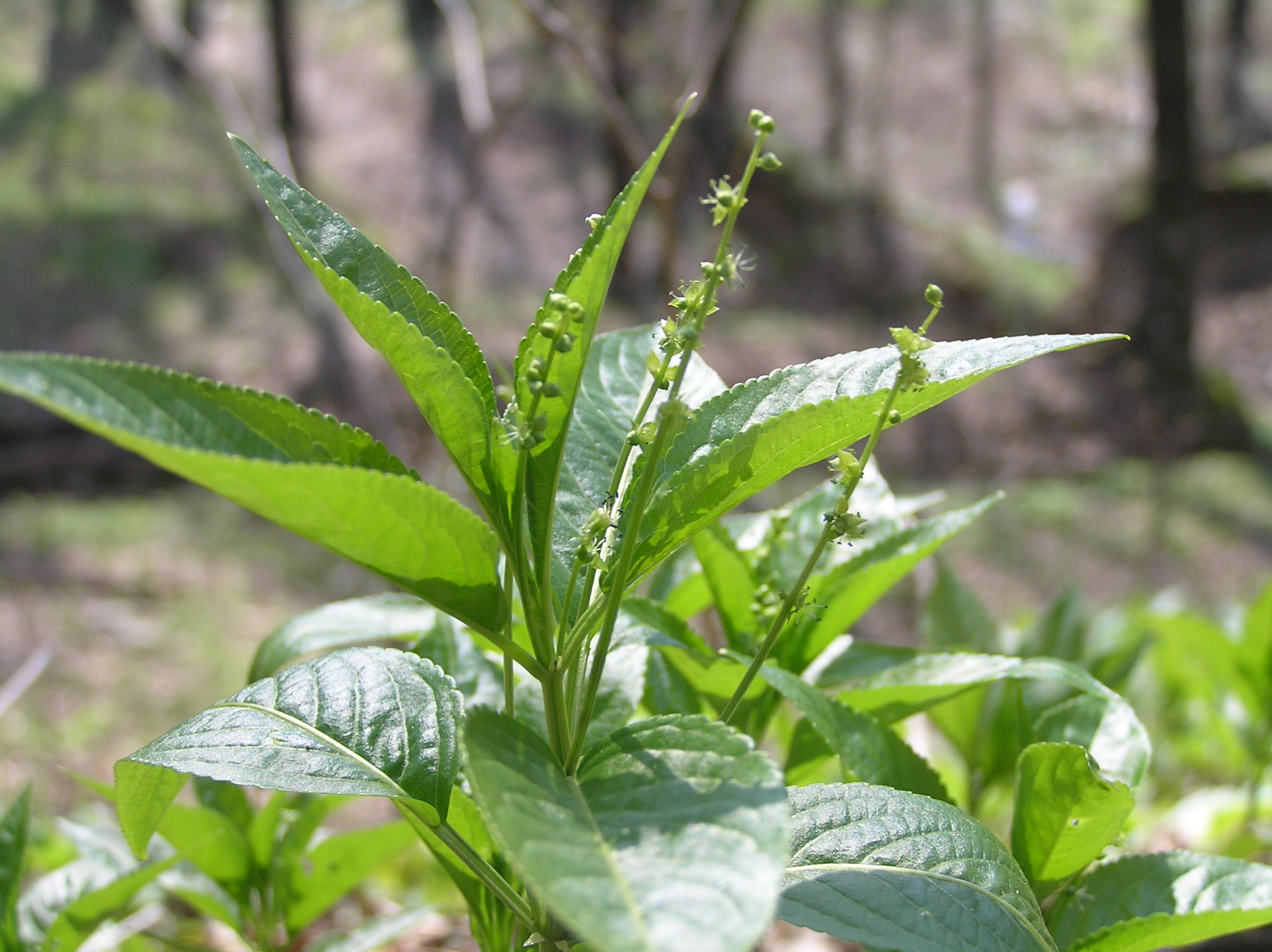
Samčí rostlina

Bažanka vytrvalá (Mercurialis perennis) je druh vytrvalé byliny z čeledi pryšcovitých.

## Výskyt
Je převážně rozšířena v západní a střední Evropě, v oblastech Pyrenejského, Apeninského a severu Balkánského poloostrova, na Korsice i Sardinii a většinou v jižních oblastech Skandinávie. Ojediněle se také vyskytuje v Pobaltí, Bělorusku a v Rumunsku. Přes Turecko zasahuje až na Kavkaz. V České republice je na příhodných místech hojným druhem od nížin až do podhůří.
Roste s oblibou v bučinách, smíšených jedlobučinách nebo lužních lesích, kde je součástí základního bylinného podrostu. Vyskytuje se i houštinách poblíž říčních koryt v podhorských oblastech. Vyhovuje ji zastíněné prostředí s vyšší vlhkostí, upřednostňuje půdy slabě kyselé a bohaté na živiny. Hojný výskyt ukazuje na nejvyšší bonitu lesní půdy, dostatek rozkládající se hrabanky.

## Popis
Bažanka vytrvalá je rostlina se čtyřhrannými lodyhami, převážně vzpřímenými, dorůstajícími do výšky 10 až 40 cm. Má plazivé oddenky kterými se rozšiřuje, ty se v období sucha zbarvující fialově. Přestože patří mezi rostliny pryšcovité, její buňky neobsahují latexové mléko. V horní části poněkud pýřité lodyhy vyrůstají listy s krátkými řapíky a s palisty dlouhými 2 mm. Čepele opadavých listů se zubatým okrajem mají tvar vejčitý až kopinatý, jsou dvojnásobně až trojnásobně delší než širší a jsou řídce chlupaté.
Je to rostlina dvoudomá, existují rostliny se samčími nebo samičími květy, oba jsou zelené barvy. Květy nemají korunu, mají jen po třech volných kališních plátcích. Samčí květy, mající 9 až 12 volných tyčinek, tvoří drobná klubka poskládaná v řídká hroznovitá květenství. Samičí květy vyrůstají po jednom nebo po dvou na dlouhých stopkách v úžlabí horních listů, jejich svrchní semeník vznikl srůstem dvou plodolistů, obsahují také dvě patyčinky. Rostlina kvete od dubna do června.
Plody jsou dvoupouzdré, štětinaté tobolky o délce 4 až 5 mm, pouzdro obsahuje vždy jen po jednom semeni, které je vystřelováno do okolí.

## Použití
Rostliny obsahují silice, hořčiny, saponiny a glykosidy. Dříve se bažanky vytrvalé používalo v lidovém léčitelství jako projímadla a diuretika, zevně pak na spáleniny a otevřené rány. Při požití většího množství může vyvolat zdravotní komplikace, např. průjem, nevolnost a srdeční slabost, otrava však nehrozí. Její používání jako léčivky se nedoporučuje. Pokud se větší množství rostliny vyskytuje v čerstvé píci, je možná otrava dobytka, sušením rostlina ztrácí své účinky. Semena obsahují olejnaté látky, vrcholky lodyh se používaly na zabarvení látky na šedě žlutý odstín.